# Cyprinodon salinus
O Cyprinodon salinus é uma pequena espécie de peixe da família Cyprinodontidae encontrada apenas no Parque Nacional do Vale da Morte, na Califórnia, Estados Unidos. Há duas subespécies reconhecidas: C. s. salinus e C. s. milleri. É endêmico em dois locais pequenos e isolados e atualmente está classificado como em perigo de extinção.

## Descrição

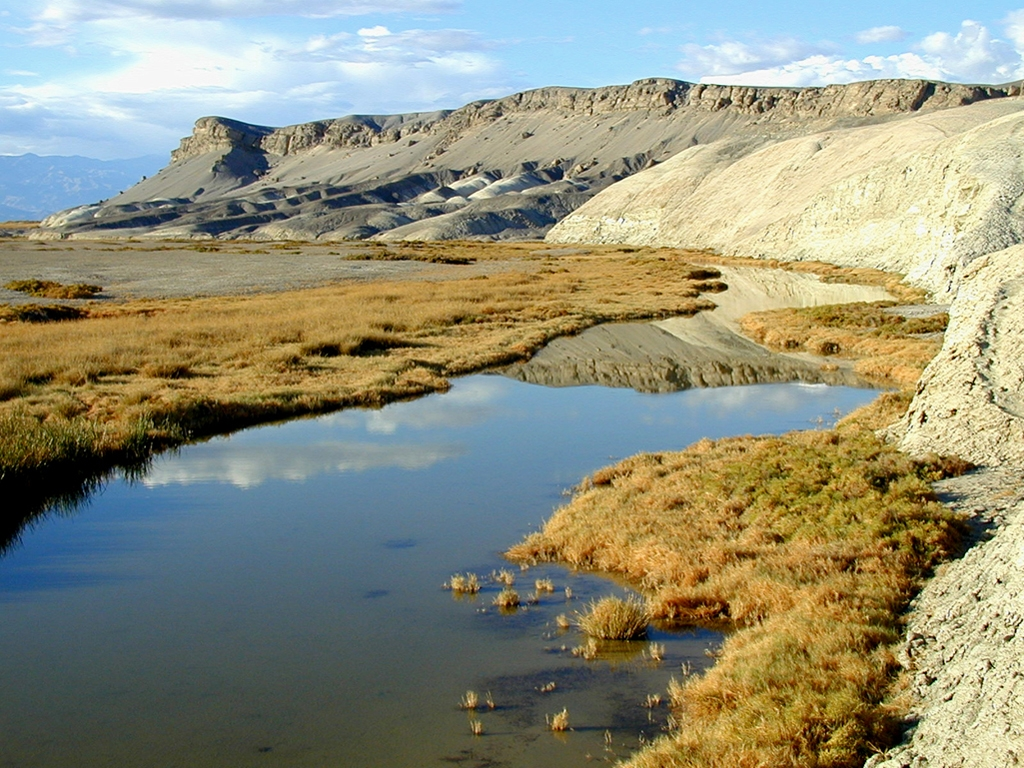
As piscinas alimentadas por nascentes da parte superior de Salt Creek são o habitat do Cyprinodon salinus durante todo o ano

O Cyprinodon salinus é um peixe pequeno, de cor prateada, com 6 a 9 faixas escuras verticais nas laterais. Seu comprimento médio é de 3,7 cm, com um máximo registrado de 7,8 cm.
Os machos, que geralmente aparecem em tamanhos maiores do que as fêmeas, ficam azuis brilhantes durante a época de acasalamento, de abril a outubro. As fêmeas tendem a ter o dorso bronzeado com lados iridescentes e prateados. Tanto os machos quanto as fêmeas têm corpos rechonchudos com nadadeiras arredondadas, cabeça esmagada e boca virada para cima. O Cyprinodon salinus pode suportar condições adversas que matariam outros peixes: água que é 4 vezes mais salina do que o oceano, água quente de até 47 °C e água fria de até 0 °C.

## Distribuição e habitat
Essa espécie é conhecida de apenas dois locais no Vale da Morte: Salt Creek (subespécie salinus), a cerca de 49 m abaixo do nível do mar, e Cottonball Marsh (subespécie milleri), a cerca de 80 m abaixo do nível do mar. Acredita-se que sejam os remanescentes de um grande ecossistema de espécies de peixes que viviam no Lago Manly [en], que secou no final da última era do gelo, deixando o atual Vale da Morte.
A subespécie de Salt Creek também é encontrada em River Springs e Soda Lake, no Parque Nacional do Vale da Morte.

## Status de conservação
O Cyprinodon salinus foi classificado como em perigo de extinção pela IUCN devido à sua área de distribuição extremamente restrita (se os dois locais existentes fossem tratados como uma única unidade, ele seria considerado como espécie em perigo crítico). Os números de indivíduos nos locais são altamente variáveis sazonalmente e flutuam de acordo com o nível da água e o volume do fluxo. Embora toda a área de distribuição da espécie esteja localizada em uma área protegida, ela pode estar ameaçada pela introdução acidental de espécies não nativas, eventos catastróficos locais e bombeamento excessivo do aquífero que alimenta o habitat.